# B' Katīgoria 1972-1973
La B' Katīgoria 1972-1973 fu la 18ª edizione della B' Katīgoria; vide la vittoria finale del APOP Paphou.

## Stagione

### Novità
Il numero di squadre partecipanti salì da dodici a quattordici: al posto delle promosse Evagoras Paphou, ASIL Lysī e Arīs Limassol, dalla A' Katīgoria 1972-1973 retrocesse l'APOP Paphou, mentre non c'erano state retrocessioni in G' Katīgoria; dalla stessa G' Katīgoria erano state promosse Ethnikos Assia, Ethnikos Asteras Limassol, Parthenon Zodeia e Omonia Aradippou.

### Formula
Le quattordici squadre partecipanti erano collocate in un girone unico e si incontravano in turni di andata e ritorno, per un totale di ventisei incontri per club; erano assegnati due punti per la vittoria, uno per il pareggio e zero per la sconfitta. In caso di parità si teneva conto del quoziente reti. Il vincitore veniva promosso direttamente nella A' Katīgoria 1973-1974, mentre veniva retrocessa in G' Katīgoria la squadra ultima classificata.

## Squadre partecipanti
| Club                      | Città          | Stadio                    | Stagione precedente             |
| ------------------------- | -------------- | ------------------------- | ------------------------------- |
| AEK Famagosta             | Famagosta      | Stadio GSE                | 11º in B' Katīgoria             |
| AEM Morphou               | Morfou         | Stadio Comunale di Morfou | 4º in B' Katīgoria              |
| APOP Paphou               | Pafo           | Stadio GSK                | 12º in A' Katīgoria, retrocesso |
| Chalkanoras Idaliou       | Dali           | Chalkanoras Stadium       | 5º in B' Katīgoria              |
| ENAD Agios Dometios       | Agios Dometios | ?                         | 12º in B' Katīgoria             |
| Ethnikos Achnas           | Achna          | Dasaki Stadium            | 6º in B' Katīgoria              |
| Ethnikos Assia            | Assia          | ?                         | 2º in G' Katīgoria, promosso    |
| Ethnikos Asteras Limassol | Limassol       | Stadio GSO                | 1º in G' Katīgoria, promosso    |
| Keravnos Strovolos        | Strovolos      | Keravnos Stadium          | 7º in B' Katīgoria              |
| Omonia Aradippou          | Aradippou      | Aradippou Stadium         | 3º in G' Katīgoria, promosso    |
| Orpheas Nicosia           | Nicosia        | Vecchio Stadio GSP        | 8º in B' Katīgoria              |
| Othellos Athīainou        | Athīenou       | Stadio Othellos Athienou  | 9º in B' Katīgoria              |
| PAEEK Kerynias            | Kyrenia        | GS Praxandros             | 10º in B' Katīgoria             |
| Parthenon Zodeia          | Kato Zodeia    | ?                         | 4º in G' Katīgoria, promosso    |

## Classifica finale
|  | Pos. | Squadra                   | Pt | G  | V  | N  | P  | GF | GS | DR  |
|  | ---- | ------------------------- | -- | -- | -- | -- | -- | -- | -- | --- |
|  | 1.   | APOP Paphou               | 43 | 26 | 20 | 3  | 3  | 60 | 16 | +44 |
|  | 2.   | AEM Morphou               | 39 | 26 | 15 | 9  | 2  | 46 | 18 | +28 |
|  | 3.   | Chalkanoras Idaliou       | 35 | 26 | 14 | 7  | 5  | 40 | 25 | +15 |
|  | 4.   | Othellos Athīainou        | 34 | 26 | 14 | 6  | 6  | 49 | 25 | +24 |
|  | 5.   | Ethnikos Achnas           | 31 | 26 | 13 | 5  | 8  | 51 | 33 | +18 |
|  | 6.   | Ethnikos Assia            | 30 | 26 | 12 | 6  | 8  | 34 | 33 | +1  |
|  | 7.   | Orpheas Nicosia           | 21 | 26 | 8  | 5  | 13 | 25 | 35 | −10 |
|  | 8.   | Ethnikos Asteras Limassol | 21 | 26 | 8  | 5  | 13 | 26 | 49 | −23 |
|  | 9.   | Omonia Aradippou          | 20 | 26 | 5  | 10 | 11 | 21 | 29 | −8  |
|  | 10.  | Keravnos Strovolos        | 20 | 26 | 7  | 6  | 13 | 31 | 44 | −13 |
|  | 11.  | Parthenon Zodeia          | 20 | 26 | 5  | 10 | 11 | 22 | 34 | −12 |
|  | 12.  | PAEEK Kerynias            | 20 | 26 | 7  | 6  | 13 | 25 | 40 | −15 |
|  | 13.  | ENAD Agios Dometios       | 17 | 26 | 6  | 5  | 15 | 23 | 40 | −17 |
|  | 14.  | AEK Famagosta             | 13 | 26 | 4  | 5  | 17 | 21 | 53 | −32 |

### Verdetti
- APOP Paphou promosso in A' Katīgoria.
- AEK Famagosta retrocesso in G' Katīgoria.